# Break My Heart
Break My Heart è un singolo della cantante britannica Dua Lipa, pubblicato il 25 marzo 2020 come terzo estratto dal secondo album in studio Future Nostalgia.

## Pubblicazione
Dopo che la canzone è finita in rete a gennaio 2020, Dua Lipa ha annunciato il brano come nuovo singolo durante un'intervista al programma televisivo australiano Sunrise a inizio marzo 2020, svelando poi cover e data di uscita del singolo il successivo 20 marzo sui suoi profili social. Tre giorni dopo, la cantante ha tuttavia annunciato di avere anticipato la pubblicazione di Break My Heart dal 27 al 25 marzo in seguito al leak del suo album.

## Descrizione
Il brano è stato scritto dalla cantante stessa insieme ad Ali Tamposi, Andrew Wotman, Stefan Johnson e Jordan Johnson, ed è stato prodotto da questi ultimi due, in arte conosciuti come The Monsters & Strangerz, con Wotman. Sono stati accreditati come autori anche Michael Hutchence e Andrew Farriss, membri della rock band australiana INXS, a causa di una somiglianza con il riff della loro canzone Need You Tonight del 1987. È composto in chiave Mi minore ed ha un tempo di 113 battiti per minuto. Il testo parla dell'impossibilità di resistere alla tentazione dell'amore.

## Promozione
Lipa ha eseguito Break My Heart per la prima volta, in modo virtuale, l'8 aprile 2020 al Tonight Show di Jimmy Fallon. Il 20 aprile l'ha presentato, sempre virtualmente, al Big Brother Brasil 2020. Il 16 maggio seguente l'ha cantato all'evento Graduate Together 2020.

## Accoglienza
Allie Kenvin di V ha lodato le influenze anni ottanta presenti in Break My Heart; mentre Madeline Roth di MTV e Patrick Johnson per Hypebeast hanno entrambi notato la rilevanza del testo ai tempi della pandemia di COVID-19. Sam Murphy, scrivendo per The Interns, ne ha elogiato la produzione e il ritornello.

### Riconoscimenti
- E! People's Choice Awards
  - 2020 – Candidatura alla Canzone del 2020[31]

- Meus Prêmios Nick
  - 2020 – Candidatura alla Hit internazionale preferita[32]

## Video musicale
Il video musicale, girato a Sofia capitale della Bulgaria, è stato reso disponibile il 26 marzo 2020 in concomitanza con l'uscita del singolo. È stato diretto da Henry Scholfield, già regista di alcuni video della cantante. Per la sua realizzazione sono stati usati tre diversi set, tutti progettati da Mark Connell.
Il 29 aprile 2020 è stato pubblicato tramite il canale YouTube di Lipa un video che raccoglie numerosi video reaction al videoclip, già presenti sulla piattaforma. L'8 maggio successivo è stata la volta di un video animato, diretto da Marco Pavone.

### Sinossi
Il video inizia con Lipa che salta e cammina sulle macchine di una grande città; una di esse si trasforma in una macchina giocattolo con cui un bambino si diverte fuori l'appartamento di un uomo. Lipa entra nell'appartamento dove non riesce a mantenere l'equilibrio, una metafora riguardante l'essere incerti che i sentimenti siano davvero ricambiati. L'appartamento si trasforma in un modello in miniatura di una barca, esposta in un ristorante. Qui osserva varie coppie affrontare problemi d'amore, comincia a ballare su una pista da discoteca situata nel mezzo del locale prima che esploda un muro e venga risucchiata. Atterra sul sedile di un aereo pieno di passeggeri, contenente un tappeto ispirato a Shining, dove inizia a ballare con altre donne all'estremità dell'aereo ma questo si scontra con una zattera volante e si risveglia confusa nel letto con un uomo. Corre spaventata nel bagno ma compaiono altri letti con altri uomini. La vasca da bagno si trasforma in un martini rosa schiumoso di una delle ballerine di Lipa e ricominciano a ballare. Il video termina ricapitolando tutte le scene precedenti, insieme ad altre transizioni; la cantante infine soffia una bolla con una gomma seduta su una delle auto provenienti dalla prima scena.

### Accoglienza
Shannon Miller per The A.V. Club ha lodato gli effetti e i set utilizzati nel video. Ian Rushbury di PopMatters lo ha paragonato a quello di Common People dei Pulp, elogiandone gli effetti visivi e gli abiti. Kenly Campos, per SounDigest, ha affermato che il video è «estremamente ben fatto» grazie ai suoi «abiti colorati e coreografie frizzanti». Tom Skinner, scrivendo per il NME ha descritto il video come «strabiliante».

## Tracce
Testi e musiche di Dua Lipa, Andrew Wotman, Ali Tamposi, Stefan Johnson, Jordan Johnson, Andrew Farriss e Michael Hutchence.
Download digitale
1. Break My Heart – 3:41

Download digitale – Jax Jones Midnight Snack Remix
1. Break My Heart (Jax Jones Midnight Snack Remix) – 3:43

Download digitale – Joris Voorn Remix
1. Break My Heart (Joris Voorn Remix) – 6:32

Download digitale – Solardo Remix
1. Break My Heart (Solardo Remix) – 7:16

Download digitale – Moon Boots Remix
1. Break My Heart (Moon Boots Remix) – 2:59

## Formazione
Musicisti
- Dua Lipa – voce
- Andrew Watt – cori, chitarra, tamburello, programmazione
- Chad Smith – batteria
- The Monsters & Strangerz – programmazione

Produzione
- Andrew Watt – produzione
- The Monsters & Strangerz – produzione
- Dave Kutch – mastering
- Mark "Spike" Stent – missaggio

## Successo commerciale
Break My Heart ha debuttato alla 21ª posizione della Billboard Hot 100 nella pubblicazione dell'11 aprile 2020, grazie a 12,1 milioni di riproduzioni in streaming e 16,2 milioni di ascoltatori radiofonici.
Nella classifica britannica dei singoli, oltre a risultare l'entrata più alta nella pubblicazione del 9 aprile 2020, Break My Heart ha esordito al numero 6 nella sua prima settimana d'uscita grazie a 31 293 unità di vendita, diventando la nona top ten dell'interprete nella Official Singles Chart.
In Australia ha debuttato alla 7ª posizione, regalando alla cantante la sua sesta e terza consecutiva top ten in territorio australiano.
In Italia il brano è stato il 42º più trasmesso dalle radio nel 2020.

## Classifiche

### Classifiche settimanali
| Classifica (2020) | Posizione massima |
| ----------------- | ----------------- |
| Argentina         | 25                |
| Australia         | 7                 |
| Austria           | 20                |
| Belgio (Fiandre)  | 14                |
| Belgio (Vallonia) | 8                 |
| Bulgaria          | 1                 |
| Canada            | 13                |
| Corea del Sud     | 165               |
| Costa Rica        | 17                |
| Croazia           | 2                 |
| Danimarca         | 22                |
| Estonia           | 6                 |
| Finlandia         | 15                |
| Francia           | 56                |
| Germania          | 26                |
| Grecia            | 7                 |
| Irlanda           | 3                 |
| Islanda           | 8                 |
| Italia            | 21                |
| Lettonia          | 15                |
| Libano            | 6                 |
| Lituania          | 2                 |
| Malaysia          | 18                |
| Norvegia          | 20                |
| Nuova Zelanda     | 12                |
| Paesi Bassi       | 12                |
| Perù              | 114               |
| Polonia           | 2                 |
| Portogallo        | 19                |
| Regno Unito       | 6                 |
| Repubblica Ceca   | 7                 |
| Romania           | 42                |
| Russia            | 1                 |
| Singapore         | 9                 |
| Slovacchia        | 7                 |
| Slovenia          | 5                 |
| Spagna            | 22                |
| Stati Uniti       | 13                |
| Svezia            | 21                |
| Svizzera          | 18                |
| Ucraina           | 166               |
| Ungheria          | 6                 |

### Classifiche di fine anno
| Classifica (2020) | Posizione |
| ----------------- | --------- |
| Australia         | 31        |
| Belgio (Fiandre)  | 29        |
| Belgio (Vallonia) | 27        |
| Canada            | 35        |
| Croazia           | 17        |
| Danimarca         | 91        |
| Francia           | 122       |
| Irlanda           | 32        |
| Islanda           | 29        |
| Italia            | 92        |
| Paesi Bassi       | 50        |
| Polonia           | 35        |
| Portogallo        | 84        |
| Regno Unito       | 43        |
| Russia            | 21        |
| Slovenia          | 25        |
| Stati Uniti       | 33        |
| Svezia            | 98        |
| Svizzera          | 70        |
| Ungheria          | 26        |
| Classifica (2021) | Posizione |
| Russia            | 133       |